# یاروکوالار
یاروکوالار (به لاتین: Yarukvalar) یک منطقهٔ مسکونی در روسیه است که در شهرستان محرم‌کند واقع شده‌است.